# El Morillo, Santiago Tuxtla
El Morillo är en ort i Mexiko.   Den ligger i kommunen Santiago Tuxtla och delstaten Veracruz, i den sydöstra delen av landet, 400 km öster om huvudstaden Mexico City. El Morillo ligger 46 meter över havet och antalet invånare är 342.
Terrängen runt El Morillo är platt. Runt El Morillo är det ganska tätbefolkat, med 104 invånare per kvadratkilometer. Närmaste större samhälle är Francisco I. Madero, 6,8 km nordost om El Morillo. Omgivningarna runt El Morillo är en mosaik av jordbruksmark och naturlig växtlighet.